# TP-2.com
Albums de R. Kelly
R.
(1998) The Best of Both Worlds
(2002)
TP-2.com est le quatrième album studio du chanteur et producteur de R&B R. Kelly. Le titre de l'album fait référence à son tout premier album solo 12 Play. C'est donc une suite de ce dernier et se terminera en trilogie avec TP.3 Reloaded.
TP-2.com reste l'une des plus grandes réussites de Kelly tant sur le plan artistique qu'au niveau commercial. C'est en effet l'album qui s'est le mieux vendu à l'international et notamment en France.
Les singles I Wish et The Storm Is Over Now ont contribué au large succès de l'album et le remix de la chanson Fiesta avec le rappeur Jay-Z va accroître ce succès même s'il ne figure pas directement sur l'album. Vu le grand engouement pour ce remix, un album commun entre les deux artistes naîtra quelques mois plus tard s'intitulant The Best of Both Worlds, littéralement Le Meilleur des deux mondes, faisant allusion à l'alchimie entre le RnB pour Kelly et le rap pour Jay-Z.

## Liste des titres
1. TP-2 (Intro)
2. Strip for You
3. R&B Thug
4. The Greatest Sex
5. I Don't Mean It
6. Just Like That
7. Like a Real Freak (avec General)
8. Fiesta (avec Boo & Gotti)
9. Don't You Say No
10. The Real R. Kelly (Interlude)
11. One Me
12. I Wish
13. A Woman's Threat
14. I Decided
15. I Mean (I Don't Mean It)
16. I Wish - Remix (To the Homies That We Lost) (avec Boo & Gotti)
17. All I Really Want
18. Feelin' on Yo Booty
19. The Storm Is Over Now